# Ostoja w Dolinie Górnego Nurca
Ostoja w Dolinie Górnego Nurca este o arie protejată (sit de importanță comunitară — SCI) din Polonia întinsă pe o suprafață de 5.524,05 ha, integral pe uscat.

## Localizare
Centrul sitului Ostoja w Dolinie Górnego Nurca este situat la coordonatele 52°36′43″N 23°08′55″E / 52.612°N 23.1487°E.

## Înființare
Situl Ostoja w Dolinie Górnego Nurca a fost declarat sit de importanță comunitară în octombrie 2009 pentru a proteja 9 specii de animale.

## Biodiversitate
Situată în ecoregiunea continentală, aria protejată conține 9 habitate naturale: Pajiști uscate europene, Formațiuni de Juniperus communis pe lande sau pajiști calcaroase, Pajiști calcaroase din nisipuri xerice, Formațiuni ierboase bogate în specii de Nardus, dezvoltate pe substraturi silicioase în zone montane (și în zone submontane, în Europa continentală), Pajiști cu Molinia pe soluri calcaroase, turboase sau argilos-nămoloase (Molinion caeruleae), Fânețe de joasă altitudine (Alopecurus pratensis, Sanguisorba officinalis), Mlaștini turboase de tranziție și turbării mișcătoare, Mlaștini alcaline, Păduri central-europene de pin scoțian cu licheni.
La baza desemnării sitului se află mai multe specii protejate:
- amfibieni (1): buhai de baltă cu burta roșie (Bombina bombina)
- mamifere (2): castor (Castor fiber), vidră de râu (Lutra lutra)
- nevertebrate (5): albilița portocalie (Colias myrmidone), fluturele auriu (Euphydryas aurinia), libelule (Leucorrhinia pectoralis), fluturele purpuriu (Lycaena dispar), Lycaena helle
- pești (1): dunăriță (Sabanejewia aurata)